# نیروگاه راس لافان
نیروگاه تولید همزمان آب و برق رأس لفان (قطر، استان الخور، در شهرک صنعتی رأس لفان)، یکی از نیروگاه‌های قطر و بزرگترین نیروگاه این کشور با ظرفیت تولید ۲۷۳۰ مگاوات که شامل ۸ واحد گازی ۲۲۷٫۵ مگاواتی و ۴ واحد بخار ۲۶۰ مگاواتی، ساخت صنایع سنگین میتسوبیشی است. این نیروگاه علاوه بر تولید برق، آب شیرین‌کن نیز هست که در زمان بهره‌برداری کامل، روزانه ۲۸۶٫۰۰۰ متر مکعب آب، نمک‌زدایی می‌کند. این کار با استفاده از ۱۰ واحد آب شیرین‌کن بخار حرارتی تحت فشار انجام می‌شود.
در ۴ مه ۲۰۰۹ شروع به ساخت این نیروگاه شد و در ۳۱ مه ۲۰۱۱ در حضور امیر وقت، حمد بن خلیفه آل ثانی راه‌اندازی شد. هزینه ساخت این نیروگاه ۳٫۹ میلیارد دلار است.